# Młynek (rejon baranowicki)
Młynek (biał. Млынок, ros. Млынок) – wieś na Białorusi, w obwodzie brzeskim, w rejonie baranowickim, w sielsowiecie Małachowce.

## Geografia
Położona jest nad rzeką Mutwicą, 2 km od centrum administracyjnego sielsowietu Małachowce (Mirny), 12,5 km od najbliższego miasta (Baranowicze), 187 km od centrum administracyjnego obwodu (Brześć), 143 km od Mińska.
W roku 2019 w miejscowości znajdowało się 18 gospodarstw.

## Demografia
W 1921 roku wieś liczyła 209 mieszkańców, w tym 200 Polaków i 9 Białorusinów. 179 osób było wyznania rzymskokatolickiego, 21 prawosławnego, a 9 mojżeszowego.
W roku 2019 miejscowość liczyła sobie 21 mieszkańców, w tym 11 w wieku produkcyjnym.